# Elizabeth Orchard
Elizabeth (Lizzie) Orchard (* 26. November 1985) ist eine neuseeländische Triathletin, die vorwiegend im Cross Triathlon aktiv ist.

## Werdegang
Elizabeth Orchard studierte an der Massey University.
Im April 2016 konnte sie die Xterra Asia-Pacific Championships für sich entscheiden.

Die 32-Jährige wurde im September 2017 in Dänemark Dritte bei der Europameisterschaft Xterra Cross Triathlon. Bei der Xterra-Weltmeisterschaft wurde sie im Oktober auf Maui Siebte.
Lizzie Orchard lebt mit ihrem Partner in Auckland.

## Sportliche Erfolge
| Datum/Jahr    | Rang | Wettbewerb                              | Austragungsort   | Zeit     | Bemerkung                                                                           |
| ------------- | ---- | --------------------------------------- | ---------------- | -------- | ----------------------------------------------------------------------------------- |
| 15. Juli 2018 | 3    | Xterra Czech                            | Okres Prachatice |          |                                                                                     |
| 29. Okt. 2017 | 7    | Xterra World Championships              | Maui             | 03:06:41 | Xterra-Weltmeisterschaft                                                            |
| 19. Aug. 2017 | 4    | Xterra Germany                          | Olbersdorf       | 03:11:18 |                                                                                     |
| 2. Sep. 2017  | 3    | Xterra European Championships           | Møns Klint       | 03:04:27 | bei der Europameisterschaft Xterra Cross Triathlon hinter der Ungarin Brigitta Poór |
| 30. Juli 2017 | 2    | Xterra Italy                            | Lago di Scanno   |          | Zweite hinter Helena Karásková                                                      |
| 19. Nov. 2016 | 6    | ITU Cross Triathlon World Championships | Snowy Mountains  | 03:13:41 | ITU-Weltmeisterschaft Cross-Triathlon                                               |
| 7. Mai 2016   | 2    | Xterra Malaysia                         | Kuantan          | 03:35:05 | Zweite hinter Jacqui Slack                                                          |
| 23. Apr. 2016 | 1    | Xterra Asia-Pacific Championships       |                  |          |                                                                                     |
| 11. Apr. 2015 | 2    | Xterra New Zealand                      | Rotorua          |          |                                                                                     |
| 14. Apr. 2012 | 3    | Xterra New Zealand                      | Rotorua          |          |                                                                                     |
| 12. Apr. 2011 | 3    | Xterra New Zealand                      | Rotorua          |          |                                                                                     |

(DNF – Did Not Finish)